# نناد زیمونیچ
نناد زیمونیچ (سیریلیک صربی: Ненад Зимоњић؛ زاده ۴ ژوئن ۱۹۷۶) یک تنیس‌باز اهل صربستان است.